# Liste der Kellergassen in Falkenstein (Niederösterreich)
Die Liste der Kellergassen in Falkenstein führt die Kellergassen in der niederösterreichischen Gemeinde Falkenstein an.
| Foto |                 | Kellergasse            | Standort                 | Beschreibung |
| ---- | --------------- | ---------------------- | ------------------------ | --- |
| ja   | Datei hochladen | Dörfel/Stürzenbühel    | KG: Falkenstein Standort | Die Kellergasse ist eine einseitiges Einzelkellergasse in Hanglage. Sie besteht aus 28 Gebäuden und hat eine Länge von 250 Metern.                                                                   |
| ja   | Datei hochladen | Kellergasse „Oagossen“ | KG: Falkenstein Standort | Die Kellergasse „Oagossen“ ist eine beidseitige Einzelkellergasse in Grabenlage. Sie besteht aus 65 Gebäuden und hat eine Länge von 350 Metern. Die älteste Datierung geht auf das Jahr 1919 zurück. |
| ja   | Datei hochladen | Neuer Weg              | KG: Falkenstein Standort | Die Kellergasse ist eine einseitige Einzelkellergasse in Hanglage. Sie besteht aus 11 Gebäuden und hat eine Länge von 120 Metern.                                                                    |
| ja   | Datei hochladen | Schlossberg            | KG: Falkenstein Standort | Die Kellergasse ist ein einseitiges Einzelkellergasse in Hanglage. Sie besteht aus 10 Gebäuden und hat eine Länge von 150 Metern.                                                                    |

| Foto:                    | Fotografie der Kellergasse (Gesamtheit). Klicken des Fotos erzeugt eine vergrößerte Ansicht. Daneben finden sich zwei Symbole: \| Weitere Bilder vorhanden \| Das Symbol bedeutet, dass weitere Fotos des Objekts verfügbar sind. Durch Klicken des Symbols werden sie angezeigt. \| \| Eigenes Foto hochladen \| Durch Klicken des Symbols können weitere Fotos des Objekts in das Medienarchiv Wikimedia Commons hochgeladen werden. \| |
| Name:                    | Bezeichnung der Kellergasse |
| Standort:                | Es ist die Katastralgemeinde (KG) angegeben. Durch Aufruf des Links Standort wird die Lage der Kellergasse in verschiedenen Kartenprojekten angezeigt. |
| Beschreibung             | Kurze Beschreibung der Kellergasse |
| Weitere Bilder vorhanden | Das Symbol bedeutet, dass weitere Fotos des Objekts verfügbar sind. Durch Klicken des Symbols werden sie angezeigt. |
| Eigenes Foto hochladen   | Durch Klicken des Symbols können weitere Fotos des Objekts in das Medienarchiv Wikimedia Commons hochgeladen werden. |